# Oliver Marach
Oliver Marach (ur. 16 lipca 1980 w Grazu) – austriacki tenisista, reprezentant kraju w Pucharze Davisa, zwycięzca Australian Open 2018 w grze podwójnej, olimpijczyk z Rio de Janeiro (2016) i Tokio (2020).

## Kariera tenisowa
Zawodowy tenisista w latach 1998–2022.
W grze podwójnej Marach wygrał 23 turnieje z cyklu ATP World Tour z 53 rozegranych finałów. Austriak jest zwycięzcą Australian Open 2018, startując wspólnie z Matem Paviciem. Wśród finałów, w których Marach uczestniczył, jest Wimbledon 2017 i French Open 2018, gdzie tworzył parę z Paviciem.
W latach 2003–2021 reprezentant Austrii w Pucharze Davisa.
W 2016 roku zagrał na igrzyskach olimpijskich w Rio de Janeiro w konkurencji gry podwójnej, osiągając z Alexanderem Peyą ćwierćfinał. Podczas igrzysk olimpijskich w Tokio (2020) odpadł z rywalizacji deblowej w drugiej rundzie, startując z Philippem Oswaldem.
28 maja 2018 roku Austriak zajmował 2. pozycję w zestawieniu deblistów.

### Finały w turniejach ATP Tour
| Legenda                                      |
| -------------------------------------------- |
| Wielki Szlem                                 |
| Igrzyska olimpijskie                         |
| Tennis Masters Cup / ATP Finals              |
| ATP Masters Series / ATP Tour Masters 1000   |
| ATP International Series Gold / ATP Tour 500 |
| ATP International Series / ATP Tour 250      |

#### Gra podwójna (23–30)
| Końcowy wynik | Nr  | Data                 | Turniej                    | Nawierzchnia  | Partner              | Przeciwnicy                            | Wynik finału                 |
| ------------- | --- | -------------------- | -------------------------- | ------------- | -------------------- | -------------------------------------- | ---------------------------- |
| Finalista     | 1.  | 28 maja 2006         | Pörtschach                 | Ceglana       | Cyril Suk            | Paul Hanley Jim Thomas                 | 3:6, 6:4, 5–10               |
| Finalista     | 2.  | 16 lipca 2006        | Båstad                     | Ceglana       | Christopher Kas      | Jonas Björkman Thomas Johansson        | 3:6, 6:4, 4–10               |
| Finalista     | 3.  | 30 lipca 2006        | Kitzbühel                  | Ceglana       | Cyril Suk            | Philipp Kohlschreiber Stefan Koubek    | 2:6, 3:6                     |
| Finalista     | 4.  | 29 kwietnia 2007     | Casablanca                 | Ceglana       | Łukasz Kubot         | Jordan Kerr David Škoch                | 6:7(4), 6:1, 4–10            |
| Zwycięzca     | 1.  | 16 września 2007     | Bukareszt                  | Ceglana       | Michal Mertiňák      | Martín García Sebastián Prieto         | 7:6(2), 7:6(8)               |
| Zwycięzca     | 2.  | 2 marca 2008         | Acapulco                   | Ceglana       | Michal Mertiňák      | Agustín Calleri Luis Horna             | 6:2, 6:7(3), 10–7            |
| Finalista     | 5.  | 28 lutego 2009       | Acapulco                   | Ceglana       | Łukasz Kubot         | František Čermák Michal Mertiňák       | 6:4, 4:6, 7–10               |
| Zwycięzca     | 3.  | 12 kwietnia 2009     | Casablanca                 | Ceglana       | Łukasz Kubot         | Simon Aspelin Paul Hanley              | 7:6(4), 3:6, 10–6            |
| Zwycięzca     | 4.  | 10 maja 2009         | Belgrad                    | Ceglana       | Łukasz Kubot         | Johan Brunström Jean-Julien Rojer      | 6:2, 7:6(3)                  |
| Zwycięzca     | 5.  | 1 listopada 2009     | Wiedeń                     | Twarda (hala) | Łukasz Kubot         | Julian Knowle Jürgen Melzer            | 2:6, 6:4, 11–9               |
| Zwycięzca     | 6.  | 7 lutego 2010        | Santiago                   | Ceglana       | Łukasz Kubot         | Potito Starace Horacio Zeballos        | 6:4, 6:0                     |
| Finalista     | 6.  | 14 lutego 2010       | Costa do Sauipe            | Ceglana       | Łukasz Kubot         | Pablo Cuevas Marcel Granollers         | 5:7, 4:6                     |
| Zwycięzca     | 7.  | 27 lutego 2010       | Acapulco                   | Ceglana       | Łukasz Kubot         | Fabio Fognini Potito Starace           | 6:0, 6:0                     |
| Zwycięzca     | 8.  | 9 maja 2010          | Monachium                  | Ceglana       | Santiago Ventura     | Eric Butorac Michael Kohlmann          | 5:7, 6:3, 16–14              |
| Finalista     | 7.  | 6 lutego 2011        | Santiago                   | Ceglana       | Łukasz Kubot         | Marcelo Melo Bruno Soares              | 3:6, 6:7(3)                  |
| Zwycięzca     | 9.  | 20 lutego 2011       | Buenos Aires               | Ceglana       | Leonardo Mayer       | Franco Ferreiro André Sá               | 7:6(6), 6:3                  |
| Finalista     | 8.  | 1 maja 2011          | Belgrad                    | Ceglana       | Alexander Peya       | František Čermák Filip Polášek         | 5:7, 2:6                     |
| Zwycięzca     | 10. | 24 lipca 2011        | Hamburg                    | Ceglana       | Alexander Peya       | František Čermák Filip Polášek         | 6:4, 6:1                     |
| Zwycięzca     | 11. | 2 października 2011  | Bangkok                    | Twarda (hala) | Aisam-ul-Haq Qureshi | Michael Kohlmann Alexander Waske       | 7:6(4), 7:6(5)               |
| Zwycięzca     | 12. | 14 stycznia 2012     | Auckland                   | Twarda        | Alexander Peya       | František Čermák Filip Polášek         | 6:3, 6:2                     |
| Finalista     | 9.  | 26 maja 2012         | Nicea                      | Ceglana       | Filip Polášek        | Bob Bryan Mike Bryan                   | 6:7(5), 3:6                  |
| Finalista     | 10. | 28 kwietnia 2013     | Bukareszt                  | Ceglana       | Lukáš Dlouhý         | Maks Mirny Horia Tecău                 | 6:4, 4:6, 6–10               |
| Finalista     | 11. | 27 października 2013 | Bazylea                    | Twarda (hala) | Julian Knowle        | Treat Huey Dominic Inglot              | 3:6, 6:3, 4–10               |
| Zwycięzca     | 13. | 8 lutego 2014        | Viña del Mar               | Ceglana       | Florin Mergea        | Juan Sebastián Cabal Robert Farah      | 6:3, 6:4                     |
| Finalista     | 12. | 13 lipca 2014        | Båstad                     | Ceglana       | Jérémy Chardy        | Johan Brunström Nicholas Monroe        | 6:4, 6:7(5), 7–10            |
| Finalista     | 13. | 22 lutego 2015       | Rio de Janeiro             | Ceglana       | Pablo Andújar        | Martin Kližan Philipp Oswald           | 6:7(3), 4:6                  |
| Finalista     | 14. | 1 marca 2015         | Buenos Aires               | Ceglana       | Pablo Andújar        | Jarkko Nieminen André Sá               | 4:6, 6:4, 7–10               |
| Finalista     | 15. | 2 sierpnia 2015      | Gstaad                     | Ceglana       | Aisam-ul-Haq Qureshi | Alaksandr Bury Denis Istomin           | 6:3, 2:6, 5–10               |
| Zwycięzca     | 14. | 10 stycznia 2016     | Ćennaj                     | Twarda        | Fabrice Martin       | Austin Krajicek Benoît Paire           | 6:3, 7:5                     |
| Zwycięzca     | 15. | 21 lutego 2016       | Delray Beach               | Twarda        | Fabrice Martin       | Bob Bryan Mike Bryan                   | 3:6, 7:6(7), 13–11           |
| Finalista     | 16. | 12 czerwca 2016      | Stuttgart                  | Trawiasta     | Fabrice Martin       | Marcus Daniell Artem Sitak             | 7:6(4), 4:6, 8–10            |
| Finalista     | 17. | 2 października 2016  | Shenzhen                   | Twarda        | Fabrice Martin       | Fabio Fognini Robert Lindstedt         | 6:7(4), 3:6                  |
| Finalista     | 18. | 30 października 2016 | Wiedeń                     | Twarda (hala) | Fabrice Martin       | Łukasz Kubot Marcelo Melo              | 6:4, 3;6, 11–13              |
| Finalista     | 19. | 18 czerwca 2017      | Stuttgart                  | Trawiasta     | Mate Pavić           | Jamie Murray Bruno Soares              | 7:6(4), 5:7, 5–10            |
| Finalista     | 20. | 30 czerwca 2017      | Antalya                    | Trawiasta     | Mate Pavić           | Robert Lindstedt Aisam-ul-Haq Qureshi  | 5:7, 1:4 krecz               |
| Finalista     | 21. | 15 lipca 2017        | Wimbledon, Londyn          | Trawiasta     | Mate Pavić           | Łukasz Kubot Marcelo Melo              | 7:5, 5:7, 6:7(2), 6:3, 11:13 |
| Zwycięzca     | 16. | 30 lipca 2017        | Gstaad                     | Ceglana       | Philipp Oswald       | Jonathan Eysseric Franko Škugor        | 6:3, 4:6, 10–8               |
| Zwycięzca     | 17. | 22 października 2017 | Sztokholm                  | Twarda (hala) | Mate Pavić           | Aisam-ul-Haq Qureshi Jean-Julien Rojer | 3:6, 7:6(6), 10–4            |
| Zwycięzca     | 18. | 5 stycznia 2018      | Doha                       | Twarda        | Mate Pavić           | Jamie Murray Bruno Soares              | 6:2, 7:6(6)                  |
| Zwycięzca     | 19. | 13 stycznia 2018     | Auckland                   | Twarda        | Mate Pavić           | Maks Mirny Philipp Oswald              | 6:4, 5:7, 10–7               |
| Zwycięzca     | 20. | 27 stycznia 2018     | Australian Open, Melbourne | Twarda        | Mate Pavić           | Juan Sebastián Cabal Robert Farah      | 6:4, 6:4                     |
| Finalista     | 22. | 18 lutego 2018       | Rotterdam                  | Twarda (hala) | Mate Pavić           | Pierre-Hugues Herbert Nicolas Mahut    | 6:2, 2:6, 7–10               |
| Finalista     | 23. | 22 kwietnia 2018     | Monte Carlo                | Ceglana       | Mate Pavić           | Bob Bryan Mike Bryan                   | 6:7(5), 3:6                  |
| Zwycięzca     | 21. | 26 maja 2018         | Genewa                     | Ceglana       | Mate Pavić           | Ivan Dodig Rajeev Ram                  | 3:6, 7:6(3), 11–9            |
| Finalista     | 24. | 9 czerwca 2018       | French Open, Paryż         | Ceglana       | Mate Pavić           | Pierre-Hugues Herbert Nicolas Mahut    | 2:6, 6:7(4)                  |
| Finalista     | 25. | 29 lipca 2018        | Hamburg                    | Ceglana       | Mate Pavić           | Julio Peralta Horacio Zeballos         | 1:6, 6:4, 6–10               |
| Finalista     | 26. | 7 października 2018  | Pekin                      | Twarda        | Mate Pavić           | Łukasz Kubot Marcelo Melo              | 1:6, 4:6                     |
| Zwycięzca     | 22. | 25 maja 2019         | Genewa                     | Ceglana       | Mate Pavić           | Matthew Ebden Robert Lindstedt         | 6:4, 6:4                     |
| Finalista     | 27. | 21 lipca 2019        | Umag                       | Ceglana       | Jürgen Melzer        | Robin Haase Philipp Oswald             | 5:7, 7:6(2), 12–14           |
| Zwycięzca     | 23. | 28 lipca 2019        | Hamburg                    | Ceglana       | Jürgen Melzer        | Robin Haase Wesley Koolhof             | 6:2, 7:6(3)                  |
| Finalista     | 28. | 29 lutego 2020       | Dubaj                      | Twarda        | Raven Klaasen        | John Peers Michael Venus               | 3:6, 2:6                     |
| Finalista     | 29. | 29 maja 2021         | Parma                      | Ceglana       | Aisam-ul-Haq Qureshi | Simone Bolelli Máximo González         | 3:6, 3:6                     |
| Finalista     | 30. | 3 października 2021  | Sofia                      | Twarda (hala) | Philipp Oswald       | Jonny O’Mara Ken Skupski               | 3:6, 4:6                     |